# 納卡松戈拉區
納卡松戈拉區是非洲中部國家烏干達的111個區之一，由中部區負責管轄，首府是納卡松戈拉，海拔高度1,160米，總面積4,909平方公里，主要的經濟產業是農業，2010年人口估計為163,600。

## 外部連結
- Nakasongola District Creates New Counties
- Nakasongola District Portal （页面存档备份，存于）
- Tourism Potential of Nakasongola District[永久]

01°18′N 32°30′E / 1.300°N 32.500°E